# Шинне
Шинне (нем. Schinne) — деревня в Германии, в земле Саксония-Анхальт, входит в район Штендаль в составе городского округа Бисмарк.
Население составляет 451 человек (на 31 декабря 2009 года). Занимает площадь 15,11 км².

## История
Первое упоминание о поселении встречается в документах Климента III 29 мая 1188 года.
1 сентября 2010 года, после проведённых реформ, Шинне вошёл в состав городского округа Бисмарк в качестве района.